# Беат Фуррер
Беат Фуррер (нім. Beat Furrer, 6 грудня 1954 Шаффгаузен, Швейцарія) — австрійський композитор швейцарського походження.

## Біографія
Почав займатись на фортепіано у музичній школі свого рідного міста. У 1975 році переїжджає до Відня, де вивчає композицію у Романа Гаубенштока-Раматі та симфонічне диригування у Отмара Зуйтнера у університеті музики й виконавського мистецтва. У 1985 році він засновує ансамбль Klangforum Wien (спочатку називався «Товариство акустичного мистецтва») і є його художнім керівником до 1992 року. З 1991 року (дотепер) є професором композиції Університету музики та театру у Граці. 1992 отримав стипендію Сіменса, у 1996 році був композитором у резиденції на Тижнях музики у Люцерні. У 2005 році стає членом Берлінської Академії мистецтв. З 2006 року до 2009 року був запрошеним професором композиції Університету музики та театрального мистецтва у Франкфурті-на-Майні.

## Нагороди
- 2003 — Премія міста Відень за музику.
- 2018 П ремія Ернста Сіменса

## Список творів

### Твори для інструментів соло
- Drei Klavierstücke (2003-2004), 12’, Bärenreiter
- Frau Nachtigall для віолончелі (1982), 15’, Universal Edition
- Kaleidoscopic memories для контрабаса та електроніки (2016), 15’, Bärenreiter [note de programme]
- Melodie Fallend для фортепіано (2005), Bärenreiter
- Phasma для фортепіано (2002), 17’, Bärenreiter
- Solo для віолончелі (1999), 18’, Bärenreiter
- Studie für Klavier для фортепіано (2011), 07’, Bärenreiter
- Voicelessness. The Snow has no Voice для фортепіано (1986), 10’, Universal Edition

### Камерна музика
- ...cold and calm and moving для флейти, арфи, скрипки, альта та віолончелі (1992), 25’, Universal Edition
- ...y a una canción desesperada для трьох гітар  (1986), 15’, Universal Edition
- Струнний квартет № 1 (1984), 21’, Universal Edition
- Струнний квартет № 2 (1988), 11’, Universal Edition
- Струнний квартет № 3 (2004), 40’, Bärenreiter
- A due для альта та фортепіано (1997), 18’, Bärenreiter
- Aer для фортепіано, кларнета та віолончелі (1991), 13’, Universal Edition
- Dunkler Gesang для акордеона, басової флейти, скрипки та віолончелі,
- Duo для двох віолончелей (1985), 15’, Universal Edition
- Epilog для трьох віолончелей (1988), 10’, Universal Edition
- Für Alfred Schlee для струнного квартету (1991), 01’, Universal Edition
- Ira-Arca для басової флейти та контрабаса (2012), 15’, Bärenreiter
- Lied для скрипки та фортепіано (1993), 12’, Universal Edition
- Music for Mallets для ксилоримби, маримби та вібрафона (1985), 09’, Universal Edition
- Presto для флейти та фортепіано (1997), 10’, Bärenreiter
- Quartett для ударних (1996), 24’, Bärenreiter
- Retour an dich для скрипки, віолончелі та фортепіано (1986), 15’, Universal Edition
- Spur для фортепіано та струнного квартету (1998), 17’, Bärenreiter
- Trio для флейти, гобоя або саксофона та кларнета (1985), 15’, Universal Edition
- Und irgendwo fern, so fern для двох фортепіано (1984), 11’, Universal Edition
- Wie diese Stimmen для двох віолончелей (1985-1986), 14’, Universal Edition
- apoklisis для двох басових кларнетів (2004), 15’, Bärenreiter

### Музика для великих ансамблів чи оркестру
- Antichesis для 14 струнних (двох струнних квартетів, 1 струнного тріо, 1 струнного дуету, 1 контрабаса) (2006), 15’, Bärenreiter
- Chiaroscuro für R.H.R, для великого оркестру (1983-1986), 12’, Universal Edition
- Ein Lied, das über das Ende des Liedes hinaus ein anderes Ende finden wollte для ансамблю (2000), 03’, Bärenreiter
- Ensemble для чотирьох кларнетів, двох фортепіано, вібрафона та маримби (1983), 15’, Universal Edition
- Face de la chaleur для флейти, кларнета, фортепіано та оркестру, розділеного на 4 групи, що розміщені у залі (1991), 18’, Universal Edition
- Gaspra для ансамблю (1988), 17’, Universal Edition
- In der Stille des Hauses wohnt ein Ton... для ансамблю (1987), 12’, Universal Edition
- Madrigal для оркестру (1992), 15’, Universal Edition
- Phaos для оркестру (2006), 17’, Bärenreiter
- Risonanze для оркестру з трьох груп (1988), 25’, Universal Edition
- Sinfonia per archi для струнного оркестру (1984), 12’, Universal Edition
- Still для ансамблю солістів (1998), 15’, Bärenreiter
- Studie – Übermalung для великого оркестру (1989-1990), 13’, Universal Edition
- Studie 2 - à un moment de terre perdue для ансамблю (1990), 17’, Universal Edition
- Tiro mis tristes redes для оркестру (1984), 15’, Universal Edition
- Xenos для ансамблю (2008), 13’
- Xenos II для ансамблю та голосу, що говорить (2009), 08’, Bärenreiter
- Apon для оркестру та голосу, що говорить (2009), 18’, Bärenreiter
- Zwei Studien для камерного оркестру (2015), Bärenreiter
- linea dell'orizzonte для ансамблю (2012), 12’, Bärenreiter
- strane costellazioni для великого оркестру (2013), 14’, Bärenreiter

### Концертний жанр
- Andere stimmen для скрипки з оркестром (2003), 17’, Bärenreiter
- Concerto для фортепіано та ансамблю (2007), 17’, Bärenreiter [note de programme]
- Intorno al bianco для кларнета та струнного квартету (2016), 26’, Bärenreiter
- Nuun для двох фортепіано та ансамблю з 25 інструментів (1995-1996), 18’, Universal Edition
- Time out 1 для флейти, арфи та струнних (1995), 16’, Universal Edition
- Time out 2 для флейти, арфи та струнних (1995-1996), 15’, Universal Edition
- Xenos III для двох ударників та струнних інструментів (2010-2013), 24’, Bärenreiter

### Вокально-інструментальна музика
- Aria для сопрано та шести інструментів (1999), 18’, Bärenreiter
- Auf tönernen füßen для голосу та флейти (2000-2001), 10’, Bärenreiter
- Begehren Musiktheater (2001), 90’, Universal Edition
- Canti della tenebra п’ять пісень для мецо-сопрано та фортепіано (2011-2012), Bärenreiter
- Canti della tenebra для мецо-сопрано та ансамблю (2014), 25’, Bärenreiter
- Canti notturni для двох сопрано та оркестру (2006), 08’, Bärenreiter
- Die Blinden камерна опера на одну дію (1989), Universal Edition
- Dort ist das Meer - Nachts steig' ich hinab для змішаного хору та оркестру (1985-1986), 16’, Universal Edition
- FAMA Hörtheater у восьми сценах для великого ансамблю, восьми голосів та актора (2004-2005), 50’, Bärenreiter,
- FAMA VI для голосу та контрабасової флейти (2004), Bärenreiter
- Fragmentos de un libro futuro для сопрано та квартету гітар (2007)
- Illuminations для сопрано та ансамблю (1985), 20’, Universal Edition
- Invocation опера (2002-2003), Bärenreiter
- Invocation III для сопрано та ансамблю, вибрані сцени з « invocation » концертна версія (2004), 12’, Bärenreiter
- Invocation VI для сопрано та басової флейти (2002-2003), 10’, Bärenreiter
- La Bianca Notte опера (2015), Bärenreiter
- Lotófagos для сопрано та контрабаса (2006), 10’, Bärenreiter
- Lotófagos II для двох голосів, септета та електроніки (2008), 15’, Bärenreiter
- Lotófagos-Szenen для двох сопрано та ансамблю (2009), 18’, Bärenreiter
- Narcissus опера у шести сценах (1992-1994), 80’, Universal Edition
- Narcissus-Фрагмент для ансамблю та двох акторів (1993), 19’, Universal Edition
- Orpheus' Bücher для хору з оркестром (2001), 15’, Bärenreiter
- Poemas для мецо-сопрано, гітари, фортепіано та маримби (1984), 20, Universal Edition
- Spazio immergente для сопрано та тромбона (2015), Bärenreiter
- Spazio immergente II для двох по 16 голосів та ударних (2015), Bärenreiter
- Stimmen для змішаного хору та чотирьох ударників (1996), 20’, Bärenreiter
- Ultimi cori для змішаного хору та трьох ударників (1987-1988), 40’, Universal Edition
- Wüstenbuch théâtre musical (2009), 100’, Bärenreiter
- la bianca notte для сопрано, баритона та ансамблю (2013), близько 14’, Bärenreiter
- passaggio для хору з оркестром (2014), близько 14’, Bärenreiter
- recitativo для голосу та ансамблю, вибрані сцени з ‘’Fama’’ концертна версія (2004), 17’, Bärenreiter
- voices – still для змішаного хору та ансамблю (2000-2001), 13’, Bärenreiter

### Вокальна музика a cappella
- Enigma для змішаного хору a cappella з чотирьох груп (2006), 30’’, Bärenreiter
- Enigma (цикл) для змішаного хору a cappella (2006-2015), Bärenreiter
- Herbst для двох змішаних хорів a cappella (2015), Bärenreiter
- Psalm : Gloria tibi Domine для восьми голосів a cappella (1997), 30’’, Bärenreiter
- Sei Voci для шести жіночих голосів (2017), Bärenreiter
- Stimme – allein для баритона (1997), Bärenreiter